# Anri Kaptikov
Anri Yuryevich Kaptikoff (nascido a 23 de abril de 1947), é um historiador de arte, foi professor na Universidade Estadual de Artes e Arquitetura dos Urais e na Universidade Estadual Gorky dos Urais.

## Biografia
Em 1969, licenciou-se na Academia de Artes Repin de São Petersburgo (Leningrado), em 1976 — estudo de pós-graduação no Instituto de Investigação de História da Arte (Moscovo).
Desde 1970, lecionou na Universidade Estadual de Artes e Arquitetura dos Urais e, desde 1996, é professor no Departamento de História da Arte e Restauro.
Desde 1972, leciona na Universidade Estadual Gorky dos Urais no Departamento de História da Arte (1972-2005) e, desde 2005, é professor no Departamento de Museologia e Estudos Culturais Aplicados.
Leciona cursos em :
- Descrição e análise de monumentos artísticos,
- A arte russa do século XVIII no contexto da cultura artística,
- A arte russa da primeira metade do século XIX no contexto da cultura artística,
- A arte russa da segunda metade do século XIX no contexto da cultura artística[2].

## Atividade científica
Em 1976, defendeu a sua tese de doutoramento na UrFU.
Principais áreas de investigação:
- arquitetura dos Urais
- arquitetura da província russa[2].

## Obra em Russo
- Kaptikov A. Ю. Региональное многообразие архитектуры русского барокко: Учебное пособие / Московский архитектурный ин-т. — М., 1986. — 116 с.
- Kaptikov A. Ю. Народные мастера-каменщики в русской архитектуре XVIII века. — М., 1988.
- Kaptikov A. Ю. Региональные школы каменного зодчества северо¬востока Европейской России и Урала 18 в.: связи и особенности // Из истории художественной культуры Урала.-Свердловск, 1988. — С. 10-25.
- Kaptikov A. Ю. Каменное зодчество русского Севера, Вятки, Урала XVIII в. Проблема региональных школ. — Свердловск, 1990. — 184 с.
- Kaptikov A. Ю. Походяшинские церкви Урала // Архитектурное наследство. — 1995. — № 38.
- Kaptikov A. Ю. Архитектурные формы храмов 1680—1720 годов // Энциклопедия земли Вятской / Под ред. В. А. Ситникова и др. — Киров: Областная писательская организация, 1996. — Т. 5: Архитектура. — С. 97—101.
- Kaptikov A. Ю. Ученики Д. В. Ухтомского и Вятское зодчество 1760—1780-х годов // Матвей Федорович Казаков и архитектура классицизма. — М., 1996.
- Kaptikov A. Ю. Архитектура Урала (XVII — перв. пол. XIX в.). — Екатеринбург: Банк культурной информации, 1997.